# Betina Špilja
Betina Špilja est une plage de Dubrovnik, en Croatie. Elle doit son nom à la grotte qu'elle abrite et au mathématicien Marino Ghetaldi qui y menait ses expériences, au début du XVIIe siècle quand la ville s'appelait Raguse. Par extension, on a donné son nom à la plage située à l'est du quartier de Ploče, entre les plages de Banje et de Sveti Jakov (Saint Jaume) par 42° 38' 22.20" Nord  et 18° 7' 22.61" Est.

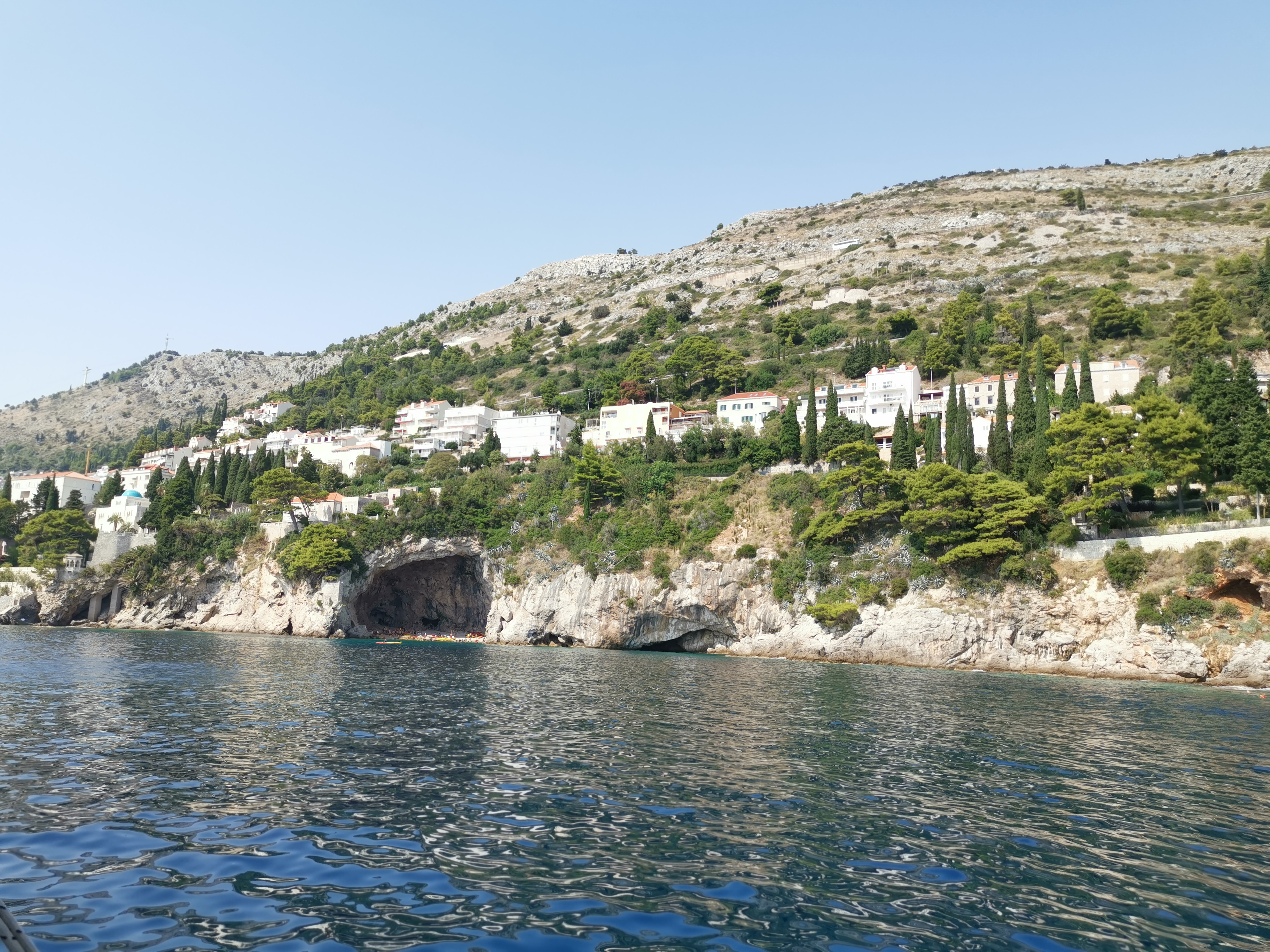
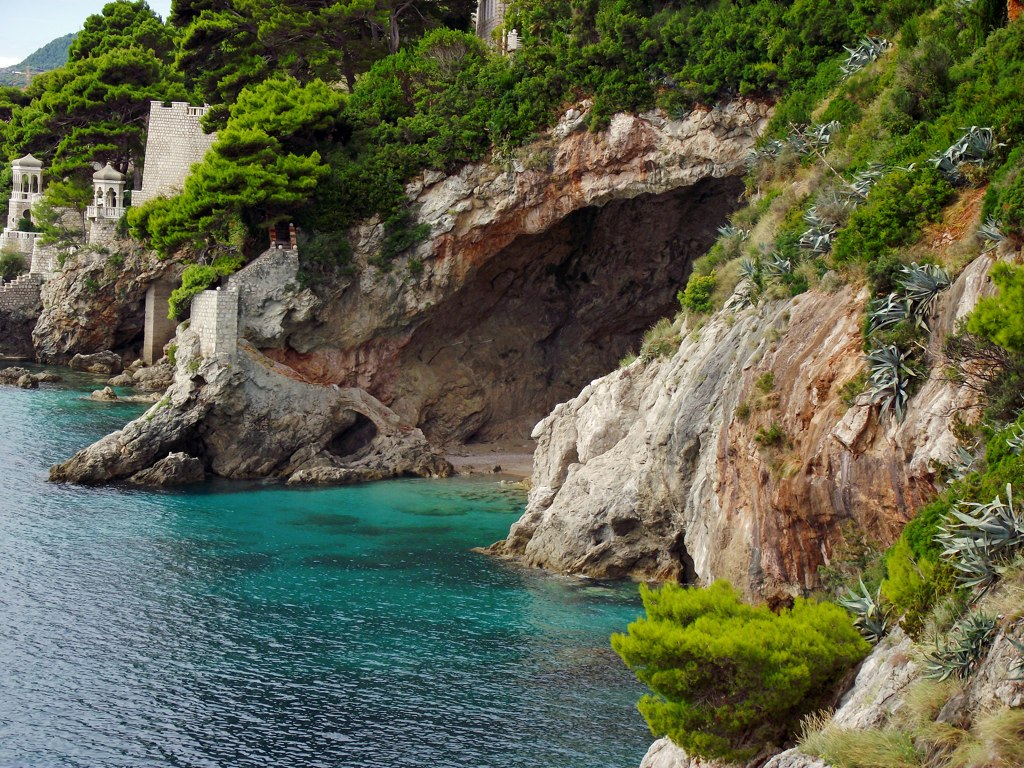